# Robert David Steele
Robert David Steele (ur. 16 lipca 1952 w Nowym Jorku, zm. 30 sierpnia 2021.) – amerykański aktywista, polityk i były oficer CIA i zwolennik teorii spiskowych. Znany z promowania tzw. białego wywiadu (ang. open-source intelligence; OSINT). W 2012 zabiegał o nominację Partii Reform na kandydata na urząd Prezydenta Stanów Zjednoczonych.